# Quadretto
Quadretto è un termine utilizzato in araldica per indicare una figura quadra.

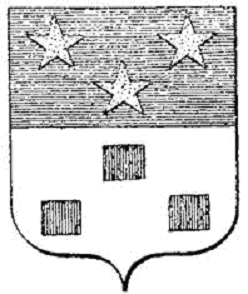
Tre quadretti di rosso male ordinati
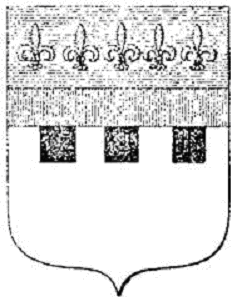
Tre quadretti di nero ordinati in fascia
D'azzurro, a tre quadretti d'argento (stemma di Caromb, Francia)